# Zalošče
Zalošče – wieś w Słowenii, w gminie miejskiej Nova Gorica. W 2018 roku liczyła 423 mieszkańców. 